# Anaxyrus quercicus
Espèce
Synonymes
- Bufo quercicus Holbrook, 1840
- Chilophryne dialopha Cope, 1862

Statut de conservation UICN

 LC  : Préoccupation mineure
Anaxyrus quercicus est une espèce d'amphibiens de la famille des Bufonidae.

## Répartition

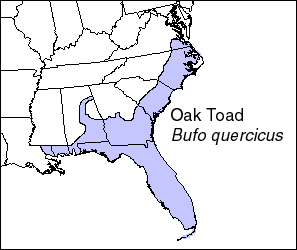
Distribution

Cette espèce est endémique de l'Est des États-Unis. Elle se rencontre dans la plaine côtière dans le sud-est de la Virginie, dans l'est de la Caroline du Nord, dans l'Est de la Caroline du Sud, en Géorgie, en Floride, en Alabama, dans le Sud du Mississippi et dans l'Est de la Louisiane.

## Description

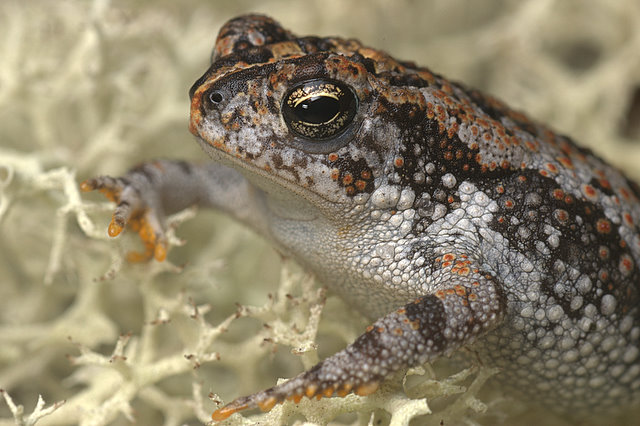
Anaxyrus quercicus

Anaxyrus quercicus mesure au maximum 32 mm.

## Publication originale
- Holbrook, 1840 : Descriptions of new genera and species of North American Frogs. North American herpetology, or, A description of the reptiles inhabiting the United States, vol. 4, p. 1–126 (texte intégral).